# 非洲艾虎屬
非洲艾虎属（学名：Ictonyx）是食肉目鼬科的一属，包括以下2种：
- 北非斑纹鼬（Ictonyx libyca）
- 非洲艾虎（Ictonyx striatus）